# Rolf Henn
Rolf Henn alias „Luff“ (* 1956 in Idar-Oberstein) ist ein deutscher Karikaturist.

## Leben
Rolf Henn studierte Kunsterziehung an der Universität Mainz. Er arbeitete freiberuflich als Industrie- und Grafikdesigner und gelegentlich als Schnellzeichner. 1987 erschien seine erste politische Karikatur in der Mainzer Allgemeinen. Es folgten Arbeiten für die Stuttgarter Zeitung, die Nordsee-Zeitung Bremerhaven die Mittelbayerische Zeitung, die Westfälische Rundschau, die Märkische Oderzeitung, die Hannoversche Allgemeine, die Mainzer Zeitung, die Freie Presse (Chemnitz) und die Neue Presse.
Mit Ehefrau und vier Kindern lebt er in Hennweiler im Hunsrück.

## Werke
- Sammelbände (7) Karikaturen der Jahre 1990–1998, zusammengefasst von Klaus Bresser
- Sammelbände Luff ’89–’23 – Ertappt! Ein Jahresrückblick in politischen Karikaturen, zusammengefasst von Rolf Henn. Seit 2020 im Gmeiner-Verlag

## Auszeichnungen
- 1998: Deutscher Preis für die politische Karikatur 3. Platz
- 1995: Deutscher Preis für die politische Karikatur Förderpreis
- 2008: Deutscher Preis für die politische Karikatur 1. Platz
- 2010: Deutscher Preis für die politische Karikatur 2. Platz
- 2020: Karikaturenpreis der deutschen Zeitungen 1. Platz